# عضلة ذقنية لسانية
العضلة الذقنية اللسانية (Genioglossus) هي إحدى عضلات اللسان الخارجية. وهي عضلة مروحية الشكل وتُشكل مُعْظم اللسان.

## منشأ العضلة
تنشأ من الشوكة الذقنية للفك السفلي.

## مرتكز العضلة
ترتبط بالعظم اللامي (Hyoid Bone) وظهر اللسان.

## تعصب العضلة
تُعصب هذه العضلة من العصب تحت اللسان (Hypoglossal Nerve).

## وظيفة العضلة
تقوم العضلة بخفض وإبراز اللسان للأمام.